# Ganges Catena
La Ganges Catena è una formazione geologica della superficie di Marte.